# Neobrachylepas relica
Famille
Genre
Espèce
Neobrachylepas relica, unique représentant du genre Neobrachylepas et de la famille des Neobrachylepadidae, est une espèce de crustacés cirripèdes.

## Distribution
Cette espèce est endémique du bassin de Lau dans l'océan Pacifique. Elle se rencontre entre 1 730 et 1 870 m de profondeur.

## Description
Neobrachylepas relica mesure jusqu'à 7,6 mm de diamètre.

## Publication originale
- Newman & Yamaguchi, 1995 : A new sessile barnacle (Cirripedia, Brachylepadomorpha) from the lau Back-Arc Basin, Tonga; first record of a living representative since the Miocene. Bulletin du Muséum national d'Histoire naturelle A, sér. 4, vol. 17, no 3/4, p. 221-243.